# أنطونيو جوزيه غوزمان
أنطونيو جوزيه غوزمان (بالإسبانية: Antonio Jose Guzman)‏ هو رسام بنمي، ولد في 2 أغسطس 1971 في مدينة بنما في بنما.